# Ривлин, Нехама
Нехама Ривлин (ивр. נחמה ריבלין‎, урождённая Шульман; 5 июня 1945, сельское поселение Херут, подмандатная Палестина (ныне — Израиль) — 4 июня 2019, Медицинский центр имени Ицхака Рабина, Петах-Тиква, Израиль) — первая леди Израиля, супруга президента Израиля Реувена Ривлина.

## Биография
Нехама Ривлин родилась в еврейском сельском поселении (мошаве) Херут на территории подмандатной Палестины (ныне — Израиль). Родители Нехамы, Менди и Дрора Шульман, приехали в подмандатную Палестину с Украины в рамках молодёжной алии, поселились в мошаве, занимались сельским хозяйством. 5 июня 1945 года у них родилась дочь Нехама. Отец Нехамы ушёл из жизни, когда она была ещё ребёнком. Израильская газета «Вести» писала о Нехаме: «Её детство протекало в благородной израильской бедности, когда из всех удовольствий у ребёнка — только радость побегать босиком по траве».
Нехама окончила среднюю школу, затем получила высшее образованое в Еврейском университете в Иерусалиме. Имела степень бакалавра в области биотехнологии и зоологии, а также сертификат преподавателя естественных наук. В течение многих лет она работала в Еврейском университете в качестве учёного секретаря в Институте естественных наук, сначала в отделении зоологии, потом в отделении экологии.
После выхода на пенсию в 2007 году Ривлин посвятила себя занятиям в области искусства, изучала историю искусств, не забывая также о своей любви к сценическому танцу.
В последние годы страдала от дыхательной недостаточности, однако продолжала вести активный образ жизни в качестве первой леди. Нехама скончалась 4 июня 2019 года в больнице Бейлинсон (Медицинский центр имени Ицхака Рабина) в Петах-Тикве.

## Личная жизнь
Нехама вышла замуж за Реувена Ривлина в 1970 году. Для него это второй брак, для неё первый. У них трое общих детей (у Реувена есть также сын от первого брака) и семеро внуков. О Нехаме пишут, что она всегда была очень скромным человеком, очень преданной матерью и бабушкой. В молодости она занималась литературным трудом, любила поэзию. Очень любила собак. Её любимый пёс Стефан каждый день сопровождал Нехаму по дороге на работу и ждал её на лужайке возле факультета естественных наук, став неотъемлемой частью университетского пейзажа.

## Деятельность в качестве первой леди
В качестве первой леди Израиля Нехама Ривлин концентрировалась на областях, с которыми она хорошо знакома благодаря своей академической работе и опыту семейной жизни. Одним из направлений её деятельности являлась охрана природы и защита окружающей среды. Она также активно поддерживала женщин и детей. Уже в первые дни своего пребывания в статусе первой леди она организовала в резиденции президента приём для 200 активистов организации «Аким», чтобы привлечь внимание к нуждам детей с ограниченными умственными возможностями и выступить в их поддержку. После того как произошёл поджог в центре совместного еврейско-арабского образования, Нехама приняла в резиденции президента учеников и учителей этого центра и обратилась ко всем с посланием о мире и терпимости. В марте 2016 года она приняла группу женщин, пострадавших от сексуального насилия и насилия в семье.
Нехама Ривлин сопровождала супруга-президента в международных поездках. Вместе они посетили президента США Барака Обаму и первую леди Мишель Обаму в Белом доме на праздновании Хануки в декабре 2015 года. Нехама и Реувен зажгли ханукальный светильник, изготовленный известным израильским художником Зеэвом Рабаном.
В 2016 году Нехама сопровождала супруга во время государственного визита на Украину — родину её родителей. Реувен и Нехама Ривлин приняли участие в мероприятиях, посвященных 75-й годовщине трагедии Бабьего Яра. Обращаясь к депутатам украинского парламента, Нехама перечислила имена своих родственников, уничтоженных фашистами на Украине, и сказала: «Я, дочь еврейского народа, рожденная Дророй и Менди, которые появились на свет на этой земле, хочу сказать, что сегодня с особой гордостью нахожусь здесь как супруга президента Израиля и как представитель самой лучшей страны в мире. Я считаю это победой. И своей, и всех тех, кто не дожил этого часа».
В октябре 2018 года Нехама сопровождала президента во время официального визита в Данию. Президент с супругой были приняты королевой Дании Маргрете II и премьер-министром Дании Ларсом Лёкке Расмуссеном.
В 2017 году президент Ривлин и его супрyга Нехама принимали в Израиле президента США Дональда Трампа и его супругу Меланию. Одна из фотографий, сделанных во время этого визита, и связанный с ней эпизод описаны в СМИ как очень трогательные. В какой-то момент Нехама Ривлин, страдавшая в последние годы лёгочным фиброзом, обратилась к Мелании Трамп. «Я не могу идти так быстро», — сказала Нехама, по словам очевидцев. «Я пойду так, как вам удобно», — ответила Мелания, замедлила шаг и взяла Нехаму Ривлин за руку.
В 2018 году Нехама Ривлин учредила так называемую «Премию супруги президента за поэзию на иврите», вручаемую ежегодно «с целью поощрения поэтов к обогащению мира израильской поэзии, пропаганды качественной ивритской поэзии и содействия развитию израильской культуры», первым лауреатом стал Амихай Хасон.
Нехама публиковала на официальной странице президента в Facebook посты, посвящённые писателям и художникам.
По словам президента Ривлина, Нехама «прекрасная мать и бабушка, а в последние пять лет она достойно исполняет и свои общественные обязанности, являясь голосом граждан, голосом простого человека».
Начиная с ноября 2015 года, когда президент Ривлин стал мишенью для словесных нападок со стороны правых радикалов, первой леди была назначена охрана, которая сопровождала её, когда она выходила за пределы официальной резиденции.

## Ухудшение состояния здоровья и смерть
В последние годы Нехама Ривлин страдала от дыхательной недостаточности, принимала лекарства и была вынуждена пользоваться баллонами с кислородом. На фото всех зарубежных визитов президента Израиля можно заметить, что Нехама Ривлин носит с собой портативный приборчик, облегчающий ей дыхание. 9 марта 2019 года была проведена операция по пересадке лёгкого. Днем позже было сообщено, что Нехама отключена от аппарата искусственного жизнеобеспечения и начала дышать самостоятельно. Однако 20 марта пресс-служба президента сообщила, что Нехама Ривлин перенесла ещё одну операцию. В сообщении не уточнялось, что стало причиной дополнительного хирургического вмешательства. Вечером 2 апреля Нехама была снова госпитализирована, её погрузили в состояние медикаментозной комы и подключили к аппарату искусственной вентиляции лёгких. В связи с этим президент Ривлин прервал свою поездку в Канаду и в экстренном порядке вернулся домой. 4 апреля врачи сообщили, что состояние Нехамы стабилизировано, но остаётся всё ещё тяжёлым.
Нехама Ривлин скончалась утром 4 июня 2019 года в больнице Бейлинсон (Медицинский центр имени Ицхака Рабина) в городе Петах-Тиква, за день до своего 74-летия.